# Kebotohan
Kebotohan is een bestuurslaag in het regentschap Pasuruan van de provincie Oost-Java, Indonesië. Kebotohan telt 3377 inwoners (volkstelling 2010).